# Agulha do Tour
Agulha do Tour - Aiguille du Tour em francês - é uma montanha do Maciço do Monte Branco, que faz fronteira entre o cantão do Valais na  Suíça e o Ródano-Alpes na França. 
É uma das montanhas mais fáceis do Maciço do Monte Branco pelas vias normais, pelo Norte ou pelo Sul, sendo este ainda mais fácil que o do Norte. Além disso mesmo o acesso ao ou e a partir do Refúgio Alberto I. Esta facilidade não impede que seja o  no 15 das 100 mais belas corridas de montanha.
Na parte setentrional da montanha, lado francês, encontra-se o Glaciar do Tour, e do lado suíço o Glaciar do Trient, 

## Características
Via normal Sul a partir do Refúgio Alberto I
- Altitude; 3 540 m
- Desnível; + 640m
- Dificuldade; 100 m
- Inclinação mea,; 35 o
- Confuguração; percurso glaciar
- Orientação principal; E
- Cotação global; F
- Cotação global esqui; PD+
- Compatível; snowboard

## Via normal
A primeira ascensão teve lugar a 22  de Julho de 1876  por  J. H. Backhouse, D. Balleys, T. H. Carson, Douglas William Freshfield, C. C. Tucker com Michel Payot.
A via normal é como uma corrida de iniciação ideal e variada com uma parte em glaciar de marcha de aproximação, e depois um percurso rochoso até ao cume. 

## Imagens
Imagem exterior com «informação dos itinerrios» (em francês) Em preto a via normal; a azul o corredor da mesa; a preto a aresta SW da Mesa do Roc.